# Acrotomodes cretinotata
Acrotomodes cretinotata is een vlinder uit de familie van de spanners (Geometridae). De wetenschappelijke naam van de soort is voor het eerst geldig gepubliceerd in 1902 door Paul Dognin.
Deze vlinder werd aangetroffen aan de "Rio Songo" (de Río Zongo in het departement La Paz) in Bolivië.